# Les Derniers Jours d'Emmanuel Kant (livre)
Les Derniers jours d'Emmanuel Kant est une œuvre de Thomas de Quincey publiée en 1854 dans sa version définitive. À l'origine, c'est un article paru dans le Blackwood's Magazine en 1827. Il est ensuite remanié en 1854 en vue de l'intégrer dans l'ensemble des Selections Grave and Gay.

## Présentation
La source principale de De Quincey est le livre de Ehregott Andreas Wasianski, un disciple du maître (Emmanuel Kant dans les dernières années de sa vie, 1804). Mais dans une note il dit avoir consulté dix à quatorze témoignages, comme ceux de Jachmann et de Borowski.
Après une brève présentation, dans laquelle il retrace la vie du philosophe à grands traits, l'auteur laisse la parole à Wasianski. Cependant, il ne se contente pas d'adapter le témoignage du disciple, il le rehausse et l'embellit. Son intervention est reconnaissable par son humour et son irrévérence à l'égard du philosophe. D'où le charme de ce livre et la place importante qu'il occupe dans l'œuvre de De Quincey.

## Éditions françaises
- Thomas de Quincey, Les Derniers jours d'Emmanuel Kant, Ombres (1986). Traduction de Marcel Schwob.
- Thomas de Quincey (trad. Marcel Schwob), Les Derniers Jours d’Emmanuel Kant, Paris, Allia, 2004, 96 p. (ISBN 2-84485-151-7)
- Thomas de Quincey : Œuvres, collection Pléiade, Gallimard (2011). Traduction de Sylvère Monod.

## Adaptation cinématographique
Les Derniers Jours d'Emmanuel Kant, réalisé par Philippe Collin (France, 1993).